# レインディア湖
レインディア湖（レインディアこ、英語：Reindeer Lake）は、カナダ西部の湖で、サスカチュワン州北東部とマニトバ州北西部の境界に位置し、大部分はサスカチュワン州に属する。 湖の名前はトナカイを意味しこれはアルゴンキン語の名前を翻訳したものである。 面積では世界で 24 番目に大きい湖であり、サスカチュワン州で 2 番目に大きい湖、カナダで 9 番目に大きい湖でもある。 湖の約8%はマニトバ州にあり、湖の約92%はサスカチュワン州にある。

## 地理
レインディア湖の湖畔は大きな凹凸があり、小島が多数含まれている。その東岸には、マニトバ州ブロシェットの北端にあるキノオサオのコミュニティがある。 またその南端には、サスカチュワン州サウスエンド。 この川は主に南に流れ、トナカイ川と管理された堰を経てチャーチル川に流れ、その後東のハドソン湾に流れ込む。 湖からの水の流れはホワイトサンドダムによって調整されています。
湖の南端に位置し、幅約 13km、深さ 220kmのディープベイは、約 9,900万年前に遡る大規模な隕石衝突の遺跡である。 地元のクリー族の伝説によれば、ここは湖の怪物が出現する場所とされている。

## 歴史
1796 年に西岸にベッドフォード ハウスと呼ばれる毛皮交易所を設立したデビッド・トンプソンを含む、初期の探検家数人がレインディア湖を探索していた。トンプソンはアサバスカ湖へのルートを測量中にトナディア湖で越冬し、1797 年の春に任務を放棄した。

## 漁業
この地域では漁業が重要な産業であり、釣りをする人たちはその透明で深い水深に魅了されている。 レインディア湖ではトロフィーサイズのパイクがよく見られます。湖では、軽い商業漁業も補助を受けている。スケトウダラ、ノーザンパイク、レイクトラウトゴールドアイなどの多くの水産物が取ることができる。

## NORADとサンタ追跡
レインディア湖は、2002年のNORADサンタ追跡シーズンの開始から、翌年 NORAD がそれまで行っていた都市の個別プロファイリングの代わりに地域形式への切り替えを選択した 2011 年のシーズン終了まで、サンタカムの注目の場所であった。